# Metrius contractus
Metrius contractus är en skalbaggsart som beskrevs av Johann Friedrich von Eschscholtz. Metrius contractus ingår i släktet Metrius och familjen jordlöpare. Inga underarter finns listade i Catalogue of Life.

## Bildgalleri

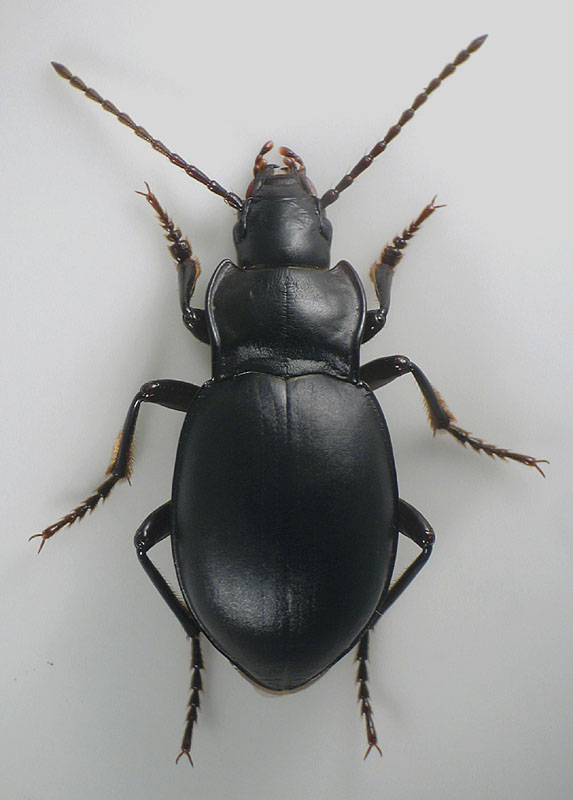
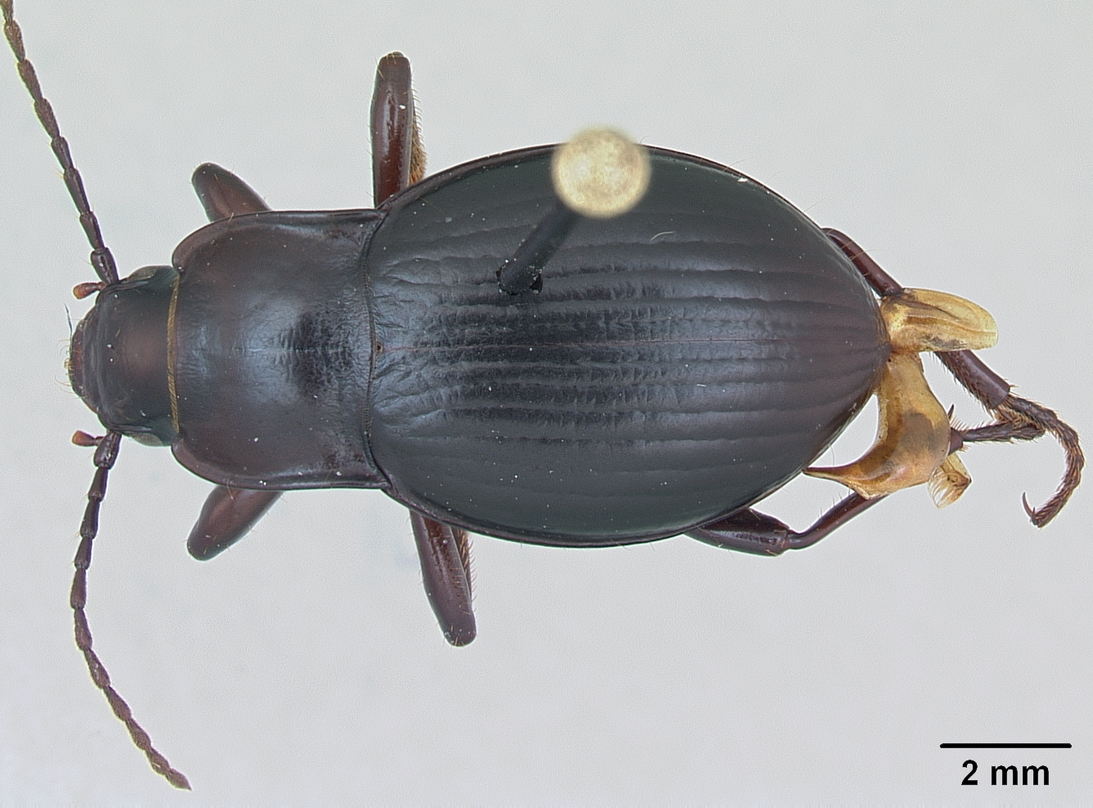
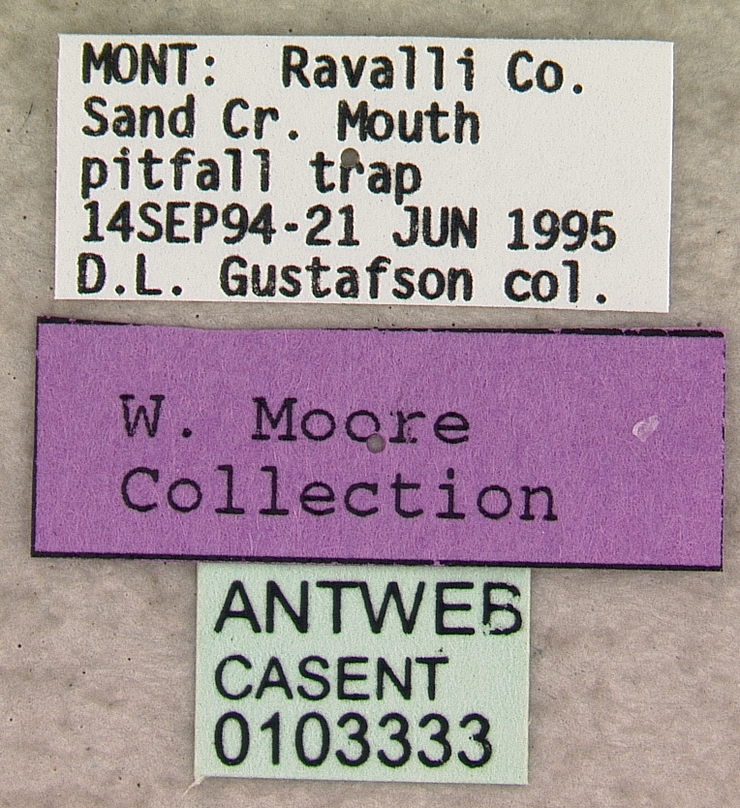
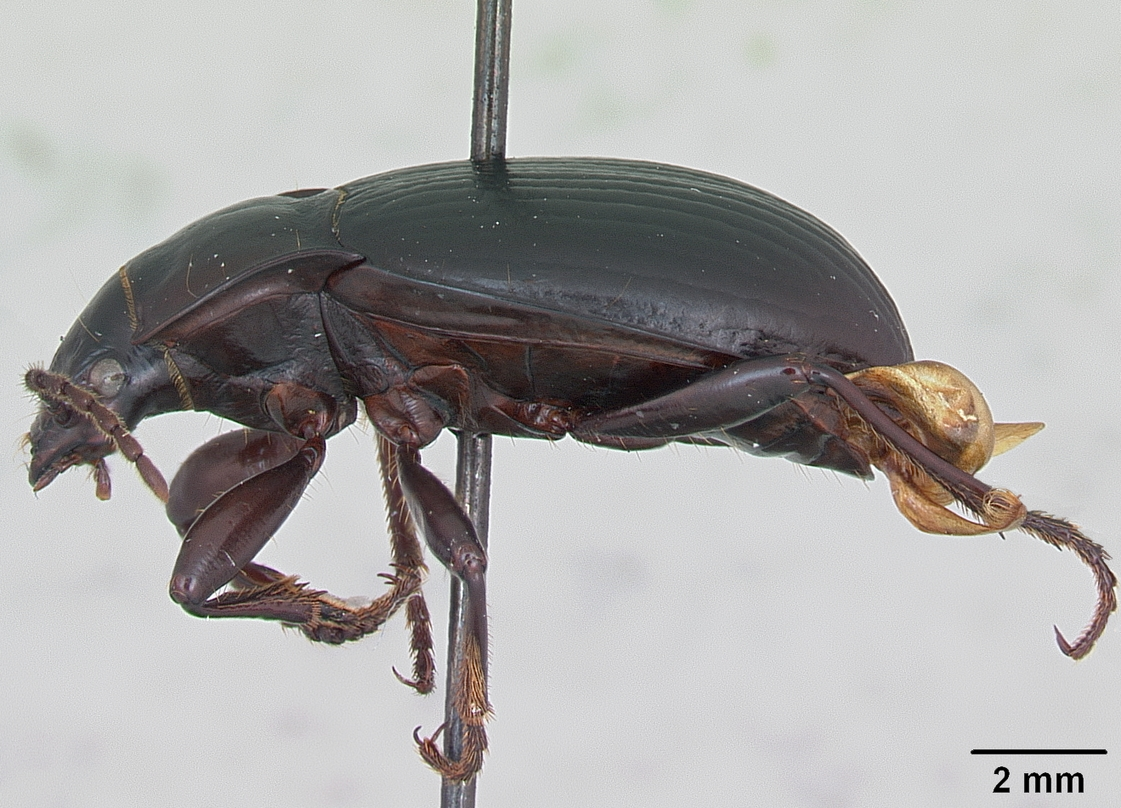